# Le Don Juan du cirque
Pour plus de détails, voir Fiche technique et Distribution.
Le Don Juan du cirque (Two Flaming Youths) est un film américain réalisé par John Waters et sorti en 1927.

## Synopsis
Le shérif Ben Holden est amoureux de la propriétaire d'un hôtel, Madge Malarkey, alors que Gabby Gilfoil, un forain sans le sou, se présente à l'hôtel en espérant lui soutirer de l'argent. Gilfoil est pris pour Slippery Sawtelle, un homme recherché, mais personne n'arrive à s'empare de Malarkey.

## Fiche technique
- Titre original : Two Flaming Youths

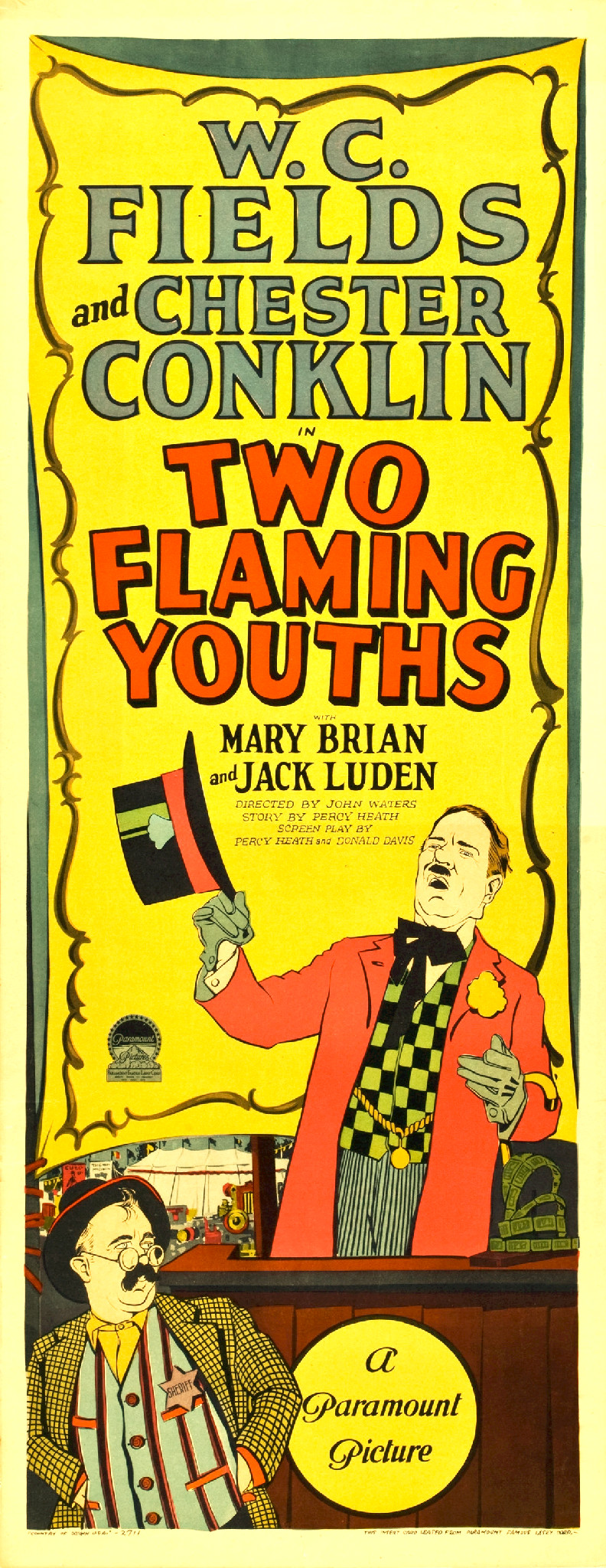
Affiche du film

- Titre français : Le Don Juan du cirque[1]
- Réalisation : John Waters
- Scénario : Percy Heath, Herman J. Mankiewicz, John W. Conway
- Production : Famous Players-Lasky
- Producteur : Adolph Zukor
- Distribution : Paramount Pictures
- Photographie : H. Kinley Martin
- Montage : Rose Loewinger
- Durée : 6 bobines[2]
- Date de sortie : 17 décembre 1927

## Distribution
- W. C. Fields : Gabby Gilfoil
- Chester Conklin : Sheriff Ben Holden
- Mary Brian : Mary Gilfoil
- Jack Luden : Tony Holden
- George Irving : Simeon Trott
- Cissy Fitzgerald : Madge Malarkey
- James Quinn : Slippery Sawtelle
- Duncan Sisters : elles-mêmes (caméo)